# Línea 4A (Comodoro Rivadavia)
La línea 4A denominada como Línea 4A San Cayetano - Saavedra es una línea de colectivos suburbana de Comodoro Rivadavia, que perteneció a la empresa Transportes Comodoro, pero luego pasó a manos de la empresa Transporte Patagonia Argentina en 2007. Une el B° Máximo Abásolo, San Cayetano, Pueyrredón, Roca, Centro, Saavedra y viceversa. 
Anteriormente, esta línea era explotada bajo la empresa El Ñandú Puntual durante el boom petrolero en la ciudad, después en la década del 1980 quedaron dos empresas el cual agruparon las líneas; Transportes Comodoro
Y Transportes Patagonia, el cual en el 2007 la última mencionada se quedó con todo el monopolio del servicio en Comodoro Rivadavia. 

## Cuadro Tarifario
| Boleto             | Tarifa |
| ------------------ | ------ |
| Urbano             | $22    |
| Suburbano          | $23.52 |
| Estudiante         | $11    |
| Jubilado           | $11    |
| Discapacitado      | $0.00  |
| Policía del Chubut | $0.00  |

En el caso de los boletos de Estudiante y Jubilado reciben un subsidio de la municipalidad de Comodoro Rivadavia que les cubre un 50% del valor del boleto.

## Recorrido principal
También llamado 4A San Cayetano - Saavedra
Ida
| 4A            | Primer servicio A: Saavedra | Primer servicio A: Máximo Abásolo | Último servicio A: Saavedra | Último servicio A: Máximo Abásolo |
| Lunes a Lunes | 06:10                       | 07:10                             | 22:10                       | 23:10                             |

| BUS2 | KBHFa |

|  | BHF |

|  | BHF |

|  | BHF |

|  | BHF |

|  | BHF |

|  | BHF |

|  | BHF |

|  | BHF |

|  | BHF |

|  | BHF |

|  | BHF |

|  | BHF |

|  | BHF |

|  | BHF |

|  | BHF |

|  | BHF |

|  | BHF |

|  | BHF |

|  | BHF |

|  | BHF |

|  | BHF |

|  | BHF |

|  | BHF |

|  | BHF |

|  | BHF |

|  | BHF |

|  | BHF |

|  | BHF |

|  | BHF |

|  | BHF |

|  | BHF |

|  | BHF |

|  | BHF |

|  | BHF |

|  | BHF |

|  | BHF |

|  | BHF |

|  | BHF |

|  | KBHFe |

Regreso:
| BUS | KBHFa |

|  | BHF |

|  | BHF |

|  | BHF |

|  | BHF |

|  | BHF |

|  | BHF |

|  | BHF |

|  | BHF |

|  | BHF |

|  | BHF |

|  | BHF |

|  | BHF |

|  | BHF |

|  | BHF |

|  | BHF |

|  | BHF |

|  | BHF |

|  | BHF |

|  | BHF |

|  | BHF |

|  | BHF |

|  | BHF |

|  | BHF |

|  | BHF |

|  | BHF |

|  | BHF |

|  | BHF |

|  | BHF |

|  | BHF |

|  | BHF |

|  | BHF |

|  | BHF |

|  | BHF |

|  | BHF |

|  | BHF |

|  | BHF |

|  | KBHFe |